# Basil et Victoria
Basil et Victoria est une série de bande dessinée française scénarisée par Yann et dessinée par Édith racontant de manière crue le quotidien miséreux de deux enfants des bas-fonds du Londres de la fin du XIXe siècle à la manière du roman victorien. Les cinq albums de cette « synthèse jouissive entre modernisme trash et tradition franco-belge » ont été publiés de 1990 à 2007 par Les Humanoïdes Associés. Elle a inspiré la série télévisée d'animation Orson et Olivia.

## Albums
- Basil et Victoria, Les Humanoïdes Associés :

1. Sâti, octobre 1990.
2. Jack, août 1992.
3. Zanzibar, juin 1995.
4. Pearl, janvier 2006.
5. Ravenstein, février 2007.

- Intégrale Basil et Victoria, Les Humanoïdes Associés, coll. « Humano pocket » :

1. Première époque, mai 2008.

## Récompense
- 1993 : Alph-Art du meilleur album français au festival d'Angoulême pour l'album Jack[2].